# Bandar Seri Begawan
Bandar Seri Begawan (ˌbandar səˌri bəˈɡawan) (in malese letteralmente "Porto dell'Onorato Dominatore", in Jawi: بندر سري بڬاوان), nota fino al 3 ottobre 1970 con il nome di Brunei Town (Città del Brunei), è la capitale dello Stato del Brunei.

## Geografia fisica
Ha una popolazione di 279 924 abitanti ed è una città molto recente, è stata infatti completamente ricostruita dopo che i bombardamenti alleati verso la fine della seconda guerra mondiale l'avevano rasa al suolo.
La città si sviluppa in parte sulle rive della Baia di Brunei (Sungai Brunei) su una direttrice nord-ovest, a est si trova infatti una zona di colline molto impervie.

## Storia
La storia della città risale al VII secolo, quando nell'area sorgeva un villaggio fluviale di palafitte (Kampong Ayer) non distante dall'attuale Kampong Kota Batu e dall'edificio del museo nazionale. Da allora la città ha avuto fasi di sviluppo alterno e il centro urbano principale ha subito spostamenti in luoghi diversi nella baia a seconda della posizione ritenuta migliore per lo sviluppo dei traffici commerciali e della pesca. La prima sede fu a Kota Batu, poi a Kampong Ayer e la sede finale della città è quella dell'attuale Bandar Seri Begawan.

## Monumenti e luoghi d'interesse
Tra i monumenti della città vi sono l'Istana Nurul Iman, l'enorme palazzo del Sultano del Brunei aperto al pubblico solo in occasione della fine del Ramadan e la Moschea Omar Ali Saifuddien caratterizzata da un'enorme cupola dorata e costruita nel 1958 su una laguna artificiale nei pressi del fiume Brunei. Gli interni sono decorati con marmo di Carrara e preziosi tappeti.
Caratteristica è anche la zona di Kampong Ayer dove in un insieme di villaggi su palafitte vivono diverse migliaia di persone.